# Internationaux du Nîmes Olympique
Cet article présente la liste des internationaux, français ou étrangers, passés par le Nîmes Olympique.

## Internationauxfrançaispassés par leNîmes Olympique
| Nom                    | Sélections | Sélections au NO |
| Ben Mohamed Abdelessem | 1          | 0                |
| Jean-Pierre Adams      | 22         | 8                |
| William Ayache         | 20         | 0                |
| Pierre Bernard         | 21         | 11               |
| Laurent Blanc          | 54         | 5                |
| Bernard Boissier       | 1          | 1                |
| Éric Cantona           | 39         | 5                |
| Daniel Charles-Alfred  | 4          | 4                |
| Paul Chillan           | 2          | 2                |
| Paul Courtin           | 1          | 0                |
| Stéphan Dakowski       | 2          | 2                |
| Marcel Domingo         | 1          | 0                |
| Jean-Marc Ferratge     | 1          | 0                |
| Kader Firoud           | 6          | 6                |
| René Girard            | 7          | 0                |
| Edmond Haan            | 4          | 0                |
| Maurice Lafont         | 4          | 4                |
| Jean-Claude Lemoult    | 2          | 0                |
| Michel Mézy            | 17         | 17               |
| Jacques Novi           | 20         | 0                |
| Christian Perez        | 22         | 0                |
| Georges Peyroche       | 3          | 0                |
| Robert Pintenat        | 3          | 0                |
| Bernard Rahis          | 3          | 3                |
| Henri Skiba            | 3          | 1                |
| Joseph Ujlaki          | 21         | 6                |
| Philippe Vercruysse    | 12         | 0                |
| Jacky Vergnes          | 1          | 1                |
| Jean-Louis Zanon       | 1          | 0                |

## Internationaux étrangers passés par le Nîmes Olympique
Liste non exhaustive
| Nom                | Pays | Sélections | Sélections au NO |
| Hassan Akesbi      |      | ?          | ?                |
| Mehmed Baždarević  |      | 65         | 2                |
| José Luis Cuciuffo |      | 8          | 0                |
| Moïse Kandé        |      | 13         | 9                |
| Robert Malm        |      | 6          | 1                |
| Faouzi Mansouri    |      | ?          | ?                |
| Kristen Nygaard    |      | 36         | 0                |
| Jan Poortvliet     |      | 19         | 0                |
| Adolf Scherer      |      | 36         | 0                |